# 納采
纳采，又称提親、问肯，是漢字文化圈婚禮傳統三書六禮中的第一禮。傳統上儿女婚嫁时，由男家家长请媒人向物色好的女家提亲。男家在纳采时，需帶同聘書以及将有象征吉祥意义的礼物送给女家；女家亦在此时向媒人打听男家的情况。《文公家礼》说：「纳其采择之礼，及今世所谓言定也。」。
古代纳采朴实简单，据《仪礼·士昏礼》记载，士大夫阶层所执的见面礼，即称「贽」或「挚」，仅「用雁」。其原应执雉而已，但雉不易活捉，多为死雉，婚时不宜，且婚礼为人生大事，故特许新人得越其身分等级穿戴与使用衣着行头。后来也因为活雁不易取得而改用木雁。後世納采物品漸趨奢華，唐代杜佑《通典》裡就記載男家在納采時，需將聘書大約達三十種有象徵吉祥意義的禮物送給女家；女家收到聘書和禮物後，要回答書給男家。
《通典》裡就記載了三十種納采的禮品：
| 禮品       | 象徵                                 |
| 元纁、羊   | 元，象天，纁法地，羊和祥也，群而不黨 |
| 雁         | 雁則隨陽                             |
| 清酒       | 清酒降福                             |
| 白酒       | 白酒歡之由                           |
| 粳米       | 粳米養食                             |
| 稷米       | 稷米粢盛                             |
| 蒲         | 蒲眾多，性柔                         |
| 葦         | 葦柔之久                             |
| 卷柏       | 卷柏屈卷附生                         |
| 嘉禾       | 嘉禾須祿                             |
| 縷縫衣     | 長命縷縫衣，延壽膠能合異類           |
| 漆         | 漆內外光好                           |
| 五色絲     | 五色絲章采屈伸不窮                   |
| 合歡玲     | 合歡玲音聲和諧                       |
| 九子墨     | 九子墨長生子孫                       |
| 金錢       | 金錢和明不止                         |
| 祿得、香草 | 祿得香草為吉祥                       |
| 鳳凰       | 鳳凰雌雄伉合                         |
| 舍利獸     | 舍利獸廉而謙                         |
| 鴛鴦       | 鴛鴦飛止須四鳴相和                   |
| 受福獸     | 受福獸體恭而心慈                     |
| 魚         | 魚處淵無射                           |
| 鹿         | 鹿者祿也                             |
| 烏         | 鳥知反哺，孝于夫母                   |
| 九子婦     | 九子婦有四得                         |
| 陽燧       | 陽燧成名安身                         |
| 又丹       | 又丹為王色之榮，青為色首，東方始     |

後世隨時代和地域，納采的禮品亦有所變化，如現代台灣簡化為送水果籃、餅乾籃、香腸、酒，朝鮮只送聘書。有些地區甚至把納采和納幣合併，中國最遲至清朝，民間已有人把納采合併於納幣，而日本亦把納采合併於納幣。又因為這些地區納采、納徵、納吉三個訂婚禮皆合為一禮，名稱經常混用，如日本皇室的訂婚禮就稱為「納采之儀」。
和中国古代婚姻中象征“从一”意义的茶礼(或包括茶礼在内的的四色礼)。